# A. C. Green
A. C. Green junior (* 4. Oktober 1963 in Portland, Oregon) ist ein ehemaliger US-amerikanischer Basketballspieler der Los Angeles Lakers, Phoenix Suns, Dallas Mavericks und Miami Heat in der NBA. Der 2,06 Meter große Green spielte hauptsächlich die Position des Power Forwards und war Mitglied jener Lakers-Teams, die 1987, 1988 und 2000 NBA-Meister wurden. Green ist mit 1192 ununterbrochen bestrittenen NBA-Spielen der absolute Rekordhalter in dieser Kategorie. Des Weiteren war er für seine enthaltsame Lebensführung bekannt.

## Karriere
Im NBA-Draft von 1985 wählten die amtierenden NBA-Meister Los Angeles Lakers Green als 23. Pick aus. Er etablierte sich bei den Lakers als Ergänzungsspieler, der als Defensiv- und Reboundspezialist die Drecksarbeit für die Stars Kareem Abdul-Jabbar, Magic Johnson und James Worthy erledigte und trotz seiner wuchtigen Physis schnell genug war, um den berühmten Lakers-Fastbreak unter Johnson mitzulaufen. Green wurde mit den Lakers 1987 und 1988 NBA-Meister, erzielte bei 30 Minuten Spielzeit pro Spiel 12 Punkte und 9 Rebounds, wurde nach und nach Stammspieler und spielte dort bis 1993.
In der Saison 1993/94 wurde Green zu den Phoenix Suns unter Superstar Charles Barkley transferiert und wurde dort sein Wasserträger. In Phoenix spielte Green bis 1996, als er Mitte der Saison zu den Dallas Mavericks transferiert wurde. Dort war er später Teamkollege des jungen Dirk Nowitzki. Im Herbst seiner Karriere spielte Green 1999/00 wieder bei den Lakers und wurde dort im Alter von 36 Jahren als Reservespieler zum dritten Mal NBA-Meister. In der darauffolgenden Saison wurde er zu den Miami Heat transferiert und beendete seine Sportlerkarriere.

### NBA-Rekord
Green bestritt in seiner Karriere 1192 aufeinanderfolgende NBA-Spiele und ist damit absoluter Rekordhalter. Dies beinhaltete ebenfalls eine Periode bei den Suns, als er sich das Nasenbein brach und mit einer Gesichtsmaske weiterspielte. Daher wurde Green respektvoll „Iron Man“ genannt.

## Privatleben

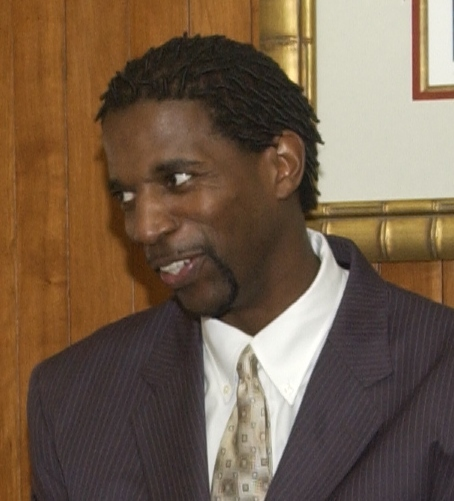
A. C. Green, 2004

A. C. Green (sein voller Name) war zeit seiner Karriere für seine sehr religiöse Lebensführung bekannt. Er lehnte Sex vor der Ehe ab und bekannte sich offen zu seiner Jungfräulichkeit. Dies brachte ihm in der machohaften NBA einigen Spott, aber auch aufrichtigen Respekt ein. Überliefert ist, dass seine Lakers-Teamkameraden einmal eine Saison lang wetteten, welche Frau auf den vielen Auswärtsfahrten Green verführen würde, und der Pott auf über 600 US-Dollar anwuchs. Einmal, so Lakers-Teamkollege Michael Cooper, sandte ein Laker „die schönste Frau der Welt“ auf Greens Hotelzimmer, und sie dachten wirklich, „dass sie ihn kriegen würden“. Am nächsten Morgen aber rezitierte Green Bibelverse, und die Kollegen wussten, dass ihre Mission gescheitert war. Green heiratete 2002 seine Frau Veronique, betreibt heute Basketballcamps und predigt bis heute christliche Lebensführung sowie sexuelle Enthaltsamkeit als Weg zu einem besseren Leben.
Angeblich litt Green während seiner Karriere unter chronischem Schluckauf. Dafür gibt es allerdings keine Belege; die Geschichte geht mutmaßlich auf einen satirischen ESPN-Beitrag von Jeff Merron aus dem Jahr 2004 (s. Weblinks) zurück.